# Heliolonche celeris
Heliolonche celeris là một loài bướm đêm trong họ Noctuidae.